# الدوري السويدي الدرجة الثانية 1946–47
الدوري السويدي الدرجة الثانية 1946–47 (بالسويدية: Division II i fotboll 1946/1947)‏ هو موسم من الدوري السويدي الدرجة الثانية. فاز فيه Ludvika FK ‏.